# Città Povera
Città Povera è una località italiana frazione di Buseto Palizzolo, popolata da circa 100 abitanti, che dista circa 6 chilometri dal comune di appartenenza. Il borgo, come larghissima parte delle frazioni rurali di questa zona, nacque intorno ai bagli e ai vasti terreni agricoli nei quali trovarono impiego molte braccia. Il nome Città Povera deriva dal fatto che una volta terminati i cicli produttivi dell'agricoltura le difficoltà economiche che attraversavano gli abitanti facevano sì da renderli letteralmente poveri, tanto da far prendere questo nome alla borgata.